# GothBoiClique
I GothBoiClique, abbreviati GBC, sono un collettivo emo rap statunitense formatosi nel 2013 a Los Angeles, in California.

## Carriera
Fondato da Wicca Phase Spring Eternal e Cold Hart  nel 2013 come slogan, il gruppo prende il suo nome da un beat che Cold Hart inviò a Wicca Phase. La maggior parte dei rapper della GothBoiClique faceva parte del collettivo Thraxxhouse, con sede a Los Angeles e Seattle, che chiuse nel 2015. In questo periodo il termine GothBoiClique era una sottocategoria che utilizzava Cold Hart su Twitter tramite l'hashtag "#gothboiclique".
Presto si unirono altri membri tra cui Lil Tracy, Yawns e Døves. Nonostante i fondatori risiedessero a Los Angeles, diversi membri vivevano fuori dallo stato e il gruppo comunicava online attraverso chat di gruppo.
Nel 2016 il gruppo pubblica il mixtape Yeah It's True, nello stesso periodo in cui Lil Peep decise di unirsi.
Nel 2019, la GBC ha intrapreso il Love Gang Forever Tour, pubblicando il singolo di debutto Tiramisu. Il tour è cominciato il 20 luglio a Foxborough, nel Massachusetts, e si è concluso l'8 settembre a Buffalo, New York.

## Formazione
Attuale
- Cold Hart
- Doves
- Fish Narc
- Horse Head
- JPDreamthug
- Lil Tracy
- Mackned
- Wicca Phase Springs Eternal
- Yawns

Ex-componenti
- Lil Peep (2016-2017)

## Discografia

### Mixtape
- 2016 – Yeah It's True

### Singoli
- 2019 – Tiramisu

## Tournée
- Love Gang Forever Tour (2019)